# Rumex occidentalis
Rumex occidentalis là một loài thực vật có hoa trong họ Rau răm. Loài này được S. Watson miêu tả khoa học đầu tiên năm 1877.